# 코스텔 판틸리몬
코스텔 파네 판틸리몬(Costel Fane Pantilimon , 1987년 2월 1일 루마니아 바커우 ~ )는 루마니아의 전 축구 선수였다.

## 국가대표 경력
판틸리몬은 루마니아 21세 이하 국가대표팀에서 활약하였다. 2008년 11월 19일 조지아와의 친선 경기에서 루마니아 축구 국가대표팀 데뷔 경기를 치렀다.

## 수상 경력
맨체스터 시티
- 프리미어리그: 2013-14
- 풋볼 리그 컵: 2013-14
- FA 커뮤니티 실드: 2012